# Luca Sbardella
Luca Sbardella (Roma, 26 settembre 1973) è un politico italiano, deputato per Fratelli d'Italia dal 2022.

## Biografia
Consegue la laurea in scienze politiche alla Sapienza di Roma. È titolare di una piccola azienda agricola con la quale produce vino Cesanese del Piglio docg e grani antichi. È consigliere d’amministrazione del Consorzio di tutela del Cesanese del Piglio Docg e della’Associazione per la gestione della Strada del Cesanese.

### Attività politica
Ha militato in vari partiti: dapprima in Alleanza Nazionale, poi ne il Popolo della Libertà, fino ad iscriversi a Fratelli d’Italia. È stato assistente parlamentare dell'on. Pietro Armani, Capo Segreteria del Ministero delle Comunicazioni. Ha ricoperto vari incarichi di partito.
Alle elezioni politiche del 2022 si candida alla Camera dei deputati con le liste di Fratelli d'Italia nel collegio plurinominale Lombardia 3 - P02, risultando eletto.
È consigliere d’amministrazione della Fondazione Alleanza Nazionale.

### Vita privata
È sposato e ha due figli.